# Timo von Gunten
Timo von Gunten (* 15. Dezember 1989 in Zürich) ist ein Schweizer Regisseur und Drehbuchautor.

## Karriere
Timo von Gunten ist Schweizer Regisseur, Drehbuchautor und Produzent. Seit 2005 ist er Inhaber der Filmproduktion BMC Films mit Firmensitz in Zürich. Seine Mission ist es, aussergewöhnliche, unterhaltsame und berührende Geschichten zu inszenieren – oft mit einem Hauch von magischem Realismus und Humor. Nach zweimaliger Absage von der Zürcher Hochschule der Künste inszeniert von Gunten als Autodidakt vielzählige Kurzfilme umgesetzt, die an internationalen Festivals gezeigt wurden. 2017 erhielt von Gunten eine Oscar-Nomination und den Schweizer Filmpreis  für seinen 30-minütigen Kurzfilm „La femme et le TGV“. Jane Birkin spielte die Hauptrolle. 2020 absolviert Timo von Gunten den Master in Screenwriting an der ZHDK. Seitdem entwickelt er mehrheitlich Langspielfilme und inszenierte als Co-Regisseur mit Michael Steiner die SRF-Serie 'Die Beschatter'. Zudem spielt er seit 2006 Cello im Filmmusik Sinfonieorchester Tifico.

## Filmografie

### Regie
- 2025 Die Beschatter II (TV-Serie)
- 2022 Die Beschatter (B-Unit)
- 2018 HP Spot Kurzfilm
- 2016 La femme et le TGV (Kurzfilm)
- 2014 Mosquito (Kurzfilm)
- 2013 Poupée (Kurzfilm)
- 2013 Eastern Winds (Documentationskurzfilm) (Co-Regisseur)
- 2011 Acht Blumen (Kurzfilm)
- 2011 Klimahandel (Videokurzfilm)
- 2011 Monsieur Du Lit (Kurzfilm)

### Drehbuch
- 2019 Alice from Switzerland
- 2018 The Man who sold the Eiffel Tower
- 2016 Le Voyageur
- 2016 Die Frau und der Schnellzug (Kurzfilm)
- 2014 Mosquito (Kurzfilm)
- 2013 Poupée (Kurzfilm)
- 2013 Eastern Winds (Documentationskurzfilm)
- 2011 Acht Blumen (Kurzfilm)
- 2011 Monsieur Du Lit (Kurzfilm)